# János Sándor

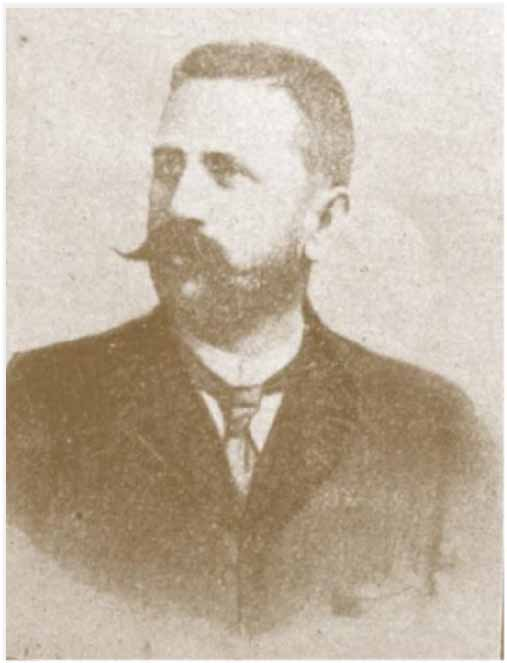
János Sándor

János Sándor de Csíkszentmihály (Marosvásárhely, 14 november 1860 – Boedapest, 16 juli 1922) was een Hongaars politicus die van 1913 tot 1917 minister van Binnenlandse Zaken was in de regering-István Tisza II. 
Sándor begin zijn loopvaan op comitaatsniveau. Van 1903 tot 1905 was hij staatssecretaris op het ministerie van Binnenlandse Zaken. Hij was getrouwd met Anna Tisza, de zus van graaf István Tisza.